# Ommata asperiventris
Ommata asperiventris är en skalbaggsart som beskrevs av Bates 1872. Ommata asperiventris ingår i släktet Ommata och familjen långhorningar. Inga underarter finns listade i Catalogue of Life.